# Степанівка (Шепетівський район)
Степа́нівка — село в Україні, у Білогірській селищній громаді Шепетівського району Хмельницької області. Населення становить 430 осіб.

## Історія
У 1906 році село Уніївської волості Острозького повіту Волинської губернії. Відстань від повітового міста 40 верст, від волості 8. Дворів 87, мешканців 557.
7 (20) листопада 1917 року, відповідно до Третього Універсалу Української Центральної Ради, увійшло до складу Української Народної Республіки.
24 жовтня 2013 року за співслужіння керуючого єпархією митрополита Хмельницького і Кам'янець-Подільського Антонія звершено чин освячення храму на честь преподобної Параскеви Сербської.
12 червня 2020 року, відповідно до розпорядження Кабінету Міністрів України № 727-р «Про визначення адміністративних центрів та затвердження територій територіальних громад Хмельницької області», увійшло до складу Білогірської селищної громади.
19 липня 2020 року, в результаті адміністративно-територіальної реформи та ліквідації Білогірського району, село увійшло до складу Шепетівського району.

## Відомі люди
- Андрійчук Василь-«Боровик»  — заступник керівника Кременецького окружного проводу ОУН, лицар Срібного хреста заслуги УПА. Загинув поблизу села.
- Величко Микола Володимирович (* 1977) — український поет.
- Лопацький Федір Миколайович  (17 вересня 1978, с. Сураж Шумського району Тернопільської області — 25 січня 2015, поблизу села Санжарівка Артемівського району Донецької області) — український військовик 128-ї гірсько-піхотної бригади (Мукачево), учасник російсько-української війни[6].

## Джерело
- Погода в селі Степанівка

| Україна | Це незавершена стаття з географії України. Ви можете допомогти проєкту, виправивши або дописавши її. |